# Novi Velia
Novi Velia is een gemeente in de Italiaanse provincie Salerno (regio Campanië) en telt 2082 inwoners (31-12-2004). De oppervlakte bedraagt 34,6 km², de bevolkingsdichtheid is 60 inwoners per km².

## Demografie
Novi Velia telt ongeveer 684 huishoudens. Het aantal inwoners steeg in de periode 1991-2001 met 1,8% volgens cijfers uit de tienjaarlijkse volkstellingen van ISTAT.
| Jaar | Inwoneraantal |
| ---- | ------------- |
| 1991 | 2015          |
| 2001 | 2052          |

## Geografie
Novi Velia grenst aan de volgende gemeenten: Campora, Cannalonga, Ceraso, Cuccaro Vetere, Futani, Laurino, Montano Antilia, Rofrano, Vallo della Lucania.